# Marquard Freher

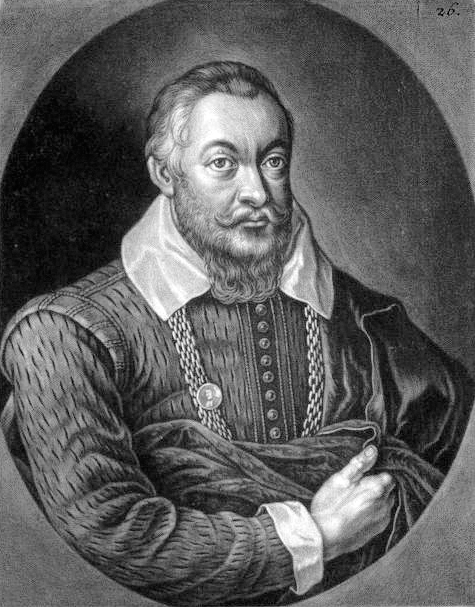
Marquard Freher

Marquard Freher, född 26 juli 1565 i Augsburg, död 13 maj 1614 i Heidelberg, var en tysk historiker, jurist och diplomat.
Freher var 1596-98 professor i romersk rätt vid Heidelbergs universitet. Han inträdde senare direkt i kurfurstens tjänst och användes dels som diplomat, dels som statsrättslig författare. Freher, som var högt aktad för sitt rättssinne och sin lärdom, besatt ett mångsidigt vetande, men så gott som alla hans skrifter är antingen av historisk art eller vilar på en historisk grundval. Som de mest betydande kan nämnas Origines Palatinæ (1599), ett av sin tid högt skattat historiskt verk, Germanicarum rerum Scriptores aliquot insignes (tre band, 1600-11, ny upplaga 1717) och Rerum bohemicarum Scriptores aliquot antiqui (tre band, 1602).